# De Mysteriis Dom Sathanas
De Mysteriis Dom Sathanas — дебютний повноформатний альбом Mayhem. Виданий 1994 року лейблом «Deathlike Silence». Написання пісень почалося в 1987 році, але через самогубство вокаліста Пера «Dead» Оліна та вбивство гітариста Ейстейна «Euronymous» Ошета, випуск альбому було відкладено до травня 1994 року. De Mysteriis Dom Sathanas багато хто вважає одним із найвпливовіших блек-метал альбомів всіх часів. Це єдиний студійний альбом гурту, в якому брали участь Ошет і Варг «Граф Грішнак» Вікернес.

## Список композицій
| #     | Назва                       | Тривалість |
| ----- | --------------------------- | ---------- |
| 1.    | «Funeral Fog»               | 05:47      |
| 2.    | «Freezing Moon»             | 06:23      |
| 3.    | «Cursed in Eternity»        | 05:10      |
| 4.    | «Pagan Fears»               | 06:21      |
| 5.    | «Life Eternal»              | 06:57      |
| 6.    | «From the Dark Past»        | 05:27      |
| 7.    | «Buried by Time and Dust»   | 03:34      |
| 8.    | «De Mysteriis Dom Sathanas» | 06:22      |
| 46:01 |                             |            |

## Склад
- Аттіла Ціхар – вокал
- Євронімус – гітара
- Граф Грішнак – бас-гітара
- Хелхаммер – ударні